# Teoria modernă a portofoliilor
Teoria modernă a portofoliilor (TMP) este un model matematic prin care un portofoliu de active financiare sau investiții este ales în așa fel încât să se maximizeze câștigul relativ sau „rentabilitatea medie” și să se reducă riscul. 
Matematic, riscul reprezintă cât variază rentabilitatea, reprezentat matematic prin abaterea standard.
Teoria se bazează pe conceptul că un portofoliu diversificat are un risc scăzut.
Matematic, conceptul unui portofoliu diversificat este reprezentat de corelația dintre investițiile portofoliului.
Concluziile acestei teorii sunt că riscul și câștigul nu trebuie analizate atât la nivelul investițiilor individuale, cât prin felul prin care contribuie la câștigul și riscul întregului portofoliu, prin diversificarea tipurilor de investiții.
Modelul oferă posibilități pentru a identifica portofoliul optim și pentru a evalua corect rentabilitatea unei investiții în funcție de risc.
Economistul Harry Markowitz a introdus această teorie în eseul său în 1952, primind Premiul Nobel pentru economie.

## Presupuneri
Teoria modernă a portofoliului se bazează pe următoarele presupuneri:
- Investitorii sunt raționali și evită riscul atunci când este posibil
- Scopul investitorilor este să maximizeze rentabilitatea portofoliului de investiții pe piața financiară
- Toți investitorii au acces la aceleași surse de informații pentru deciziile de investiții
- Investitorii împărtășesc opinii similare cu privire la rentabilitățile așteptate de la un activ financiar
- Investitorii pot împrumuta și da cu împrumut nelimitat, la aceeași rată
- Nu există vreun investitor destul de mare pe piață pentru a influența prețul activelor
- Taxele și comisioanele agenților de bursă nu sunt luate în considerare
- Rentabilitățile activelor sunt variabile aleatorii care respectă distribuția Gauss

## Definiții

### Rentabilitate
Rentabilitatea unei investiții sau activ pe o perioadă este o măsură care estimează câștigul unei investiții relativ la investiția inițială {\displaystyle r={P_{1}-P_{0}+d \over P_{0}}}, unde {\displaystyle P_{1}} și {\displaystyle P_{0}} sunt prețurile investiției la momentele {\displaystyle t_{1}} și {\displaystyle t_{0}}, respectiv, și {\displaystyle d} reprezintă dividendul obținut între cele două momente. De exemplu, o acțiune cumpărată cu 100 bani și vândută cu 110 bani cu un dividend de 2 bani are o rentabilitate de 0.12 sau 12%. Rentabilitatea viitoare a activului diferă în funcție de circumstanțe. De exemplu, dacă un competitor scoate un produs superior în același timp, P1 al produsului propriu va fi sub așteptări și rentabilitatea va fi, ca atare, sub așteptări. Dacă un nou tip de legislație încurajează consumul și investițiile, P1 ca crește și rentabilitatea va fi probabil peste așteptări. 
Astfel, teoria modernă a portofoliului folosește ceea ce se numește rentabilitatea medie sau așteptată, notată {\displaystyle E(r)}, (din engleză „expected return” lit. „câștigul estimabil”). Pentru un fiecare eveniment previzibil i rentabilitatea va fi {\displaystyle r_{i}.} Fie probabilitatea {\displaystyle p_{i}}ca evenimentul i să aibă loc. De exemplu, presupunând că dacă în patru ani economia națională va crește puternic, se știe că rentabilitatea acțiunilor companiei românești ABC va fi 32%. Se știe de asemenea că probabilitatea {\displaystyle p} ca economia să crească este 30%. Pentru a calcula rentabilitatea medie, se calculează media ponderată a posibilelor rentabilități ale unei investiții, folosind probabilitățile ca greutăți. 
| Situația economică | Probabilitate ({\displaystyle p}) | Prețul estimat | Dividend                 | Rentabilitate ({\displaystyle r}) | {\displaystyle p\cdot r} |
| ------------------ | --------------------------------- | -------------- | ------------------------ | --------------------------------- | ------------------------ |
| Prosperitate       | 0,30                              | 125            | 7                        | (125-100+7)/100 =0.32 sau 32%     | 0,096                    |
| Creștere           | 0,40                              | 119            | 3                        | 0.22                              | 0,088                    |
| Scădere            | 0,30                              | 104            | 0                        | 0,04                              | 0,0012                   |
|                    |                                   |                | Rentabilitate medie E(r) | Rentabilitate medie E(r)          | 0,1852 sau 18,52%        |

Fie o acțiune a companiei ABC cu prețul actual {\displaystyle P_{0}=}100 de bani. În patru ani, este o probabilitate de 30% ca economia să crească abrupt, de 40% să crească lent și de 30% să descrească. Se fac următoarele estimări pentru patru ani mai târziu:
- Dacă economia prosperă, prețul va ajunge la 128 de bani și dividendul va fi 7 bani
- Dacă economia crește măsurat, prețul va ajunge la 117 și dividendul va fi 3 bani
- Dacă economia va scădea, prețul va fi 105, dividendul 0 bani

Așadar după patru ani, acțiunile vor avea probabil o rentabilitate printre 32%, 22% și 4%, dar teoria modernă a portofoliului îi va asocia rentabilitatea medie de 18,52%
{\displaystyle p_{1},p_{2},...p_{n}} au mereu suma egală cu 1 (100%) și oricare două probabilități se exclud reciproc (în exemplul de mai sus, economia nu poate să și crească, să și scadă în același timp).

### Risc
| Situația economică             | {\displaystyle p}  | {\displaystyle r} | {\displaystyle E(r)} | {\displaystyle r-E(r)} | {\displaystyle (r-E(r))^{2}} | {\displaystyle p(r-E(r))^{2}} |
| ------------------------------ | ------------------ | ----------------- | -------------------- | ---------------------- | ---------------------------- | ----------------------------- |
| Prosperitate                   | 0,30               | 0,32 sau 32%      | 0.196 sau 19.6%      | 0,1348                 | 0,01817                      | 0,00545                       |
| Creștere                       | 0,40               | 0,22              | 0.196 sau 19.6%      | 0,0348                 | 0,0012                       | 0,00048                       |
| Scădere                        | 0,30               | 0,04              | 0.196 sau 19.6%      | -0,1452                | 0,0211                       | 0,00632                       |
|                                |                    |                   |                      |                        | Varianță                     | 0,01225                       |
| Risc ({\displaystyle \sigma }) | 0,11068 sau 11,07% |                   |                      |                        |                              |                               |

Riscul, notat {\displaystyle \sigma }, este abaterea standard a rentabilității unei investiții relativ la rentabilitatea medie {\displaystyle E(r)}. Cum abaterea standard măsoară variația rentabilității, riscul reprezintă cât de mult poate varia câștigul sau pierderea investitorului.{\displaystyle \sigma ={\sqrt {\Sigma p_{i}(r_{i}-E(r))^{2}}}} sau {\displaystyle \sigma ={\sqrt {p_{1}(r_{1}-E(r))^{2}+p_{2}(r_{2}-E(r))^{2}+...+p_{n}(r_{n}-E(r))^{2}}}}
Folosind exemplul de mai sus al acțiunilor companiei ABC, riscul investiției se calculează astfel ca fiind 11,07%, după cum reiese din tabel.

### Covarianța și coeficientul de corelație
În statistică și teoria probabilităților, covarianța este o măsură care reprezintă măsura în care două variabile aleatoare variază similar. Dacă atunci când o variabilă are valori peste medie, cealaltă are de asemenea valori peste medie, atunci covarianța are valori positive. De asemenea, dacă atunci când o variabilă are valori sub medie, cealaltă are de asemenea valori sub medie, covarianța are valori pozitive. Dacă, pe de altă parte, când o variabilă are valori peste medie, cealaltă are valori sub medie și viceversa, atunci covarianța are valori negative. 
Pentru variabile discrete (nu continue), fie variabila {\displaystyle A} cu valorile {\displaystyle a_{1},a_{2},...a_{n}}și media aritmetică {\displaystyle {\bar {a}}} și variabila {\displaystyle B} cu valorile {\displaystyle b_{1},b_{2},...b_{n}}și media aritmetică {\displaystyle {\bar {b}}}. Pentru portofoliul Markowitz, covarianța variabilelor {\displaystyle A} și {\displaystyle B,} notată {\displaystyle \sigma _{AB},} se calculează

unde {\displaystyle p_{i}}este probabilitatea ca variabilele {\displaystyle A} și {\displaystyle B} să aibă respectiv valorile {\displaystyle a_{i}} și {\displaystyle b_{i},} cu {\displaystyle p_{1}+p_{2}+...p_{n}=1.} Se poate vedea din formulă că {\displaystyle \sigma _{AB}=\sigma _{BA}.} În cazul a două investiții, formula se poate rescrie ca
Coeficientul de corelație {\displaystyle \rho _{AB}={\frac {\sigma _{AB}}{\sigma _{A}\sigma _{B}}}}, unde {\displaystyle \sigma _{AB}} este covarianța dintre cele două investiții și {\displaystyle \sigma _{A}} și {\displaystyle \sigma _{B}} sunt respectiv abaterile standard ale variabilelor {\displaystyle A} și {\displaystyle B.} Din formulă se poate observa că mereu {\displaystyle \rho _{A,B}=\rho _{B,A},} {\displaystyle \rho _{A,A}=1}și că {\displaystyle -1\leq \rho _{AB}\leq 1.}

## Model matematic
Modelul matematic care susține concluziile teoriei moderne a portofoliilor se bazează pe câteva ipoteza că investitorii nu preferă riscul, efectiv, între două portofolii cu același câștig, îl vor alege pe cel cu mai puțin risc asociat.
Fiecare investiție într-un portofoliu are o pondere {\displaystyle x_{i},} care reprezintă ce proporție din averea investitorului investită în acea investiție. Ca atare dacă sunt n investiții în portofoliu, {\displaystyle x_{1}+x_{2}+...+x_{n}=1}, {\displaystyle \forall x_{i}\geq 0,i={\overline {1,n}}}
- Rentabilitatea medie a portofoliului {\displaystyle E(R_{p})} este calculată ca media ponderată a câștigurilor investițiilor cu greutățile fiind ponderile {\displaystyle x_{i}} ale fiecărei investiții
- Riscul portofoliului {\displaystyle \sigma _{p}} este calculat ca o funcție a riscurilor investițiilor, utilizând coeficientul de corelație

| Investiția 1 | Investiția 2                               |
| --- | ------------------------------------------ |
| {\displaystyle E(R_{1})=0,20}                                                                                        | {\displaystyle E(R_{2})=0,10}              |
| {\displaystyle \sigma _{1}=0,5}                                                                                      | {\displaystyle \sigma _{2}={\sqrt {0,08}}} |
| {\displaystyle x_{1}=0,3613}                                                                                         | {\displaystyle x_{2}=0,6387}               |
| {\displaystyle E(p)=0,3613\times 0,2+0,6387\times 0,1} {\displaystyle =0,1361} sau {\displaystyle 13,61\%}           |                                            |
| Pentru valorile din stânga ale {\displaystyle \rho _{1,2},\sigma _{p}} poate fi calculat conform formulelor ca fiind |                                            |
| {\displaystyle \rho _{1,2}}                                                                                          | {\displaystyle \sigma _{p}}                |
| {\displaystyle 1,00}                                                                                                 | {\displaystyle 0,3613}                     |
| {\displaystyle 0,75}                                                                                                 | {\displaystyle 0,3380}                     |
| {\displaystyle 0,50}                                                                                                 | {\displaystyle 0,3129}                     |
| {\displaystyle 0,25}                                                                                                 | {\displaystyle 0,2856}                     |
| {\displaystyle 0,00}                                                                                                 | {\displaystyle 0,2555}                     |
| {\displaystyle -0,25}                                                                                                | {\displaystyle 0,2213}                     |
| {\displaystyle -0,50}                                                                                                | {\displaystyle 0,1807}                     |
| {\displaystyle -0,75}                                                                                                | {\displaystyle 0,1277}                     |
| {\displaystyle -1,00}                                                                                                | {\displaystyle 0,0000}                     |
| Relația dintre risc (pe verticală) și corelația dintre investiții (pe orizontală)                                    |                                            |

### Portofoliu cu două investiții
Fie un investitor care investește toată averea în două investiții {\displaystyle (R_{1},\sigma _{1})} și {\displaystyle (R_{2},\sigma _{2})}, {\displaystyle R} și {\displaystyle \sigma } fiind respectiv rentabilitatea și riscul asociate fiecărei investiții. Atunci prima investiție are rentabilitatea medie {\displaystyle E(R_{1})} și a doua {\displaystyle E(R_{2})}. Investitorul investește {\displaystyle x_{1}}în prima investiție și {\displaystyle x_{2}} în a doua, cu {\displaystyle x_{1}+x_{2}=1}, deoarece reprezintă ce proporții din avere folosește pentru fiecare investiție. Ca atare:
- Rentabilitatea medie a portofoliului este{\displaystyle E(R_{p})=x_{1}E(R_{1})+x_{2}E(R_{2})}și variază în funcție de ponderile {\displaystyle x_{1}} și {\displaystyle x_{2}} care reflectă cât alege investitorul să investească proporțional în fiecare investiție.

- Varianța portofoliului este {\displaystyle \sigma _{p}^{2}=x_{1}^{2}\sigma _{1}^{2}+x_{2}^{2}\sigma _{2}^{2}+2x_{1}x_{2}\sigma _{1}\sigma _{2}\rho _{1,2},} unde {\displaystyle \rho _{1,2}} este coeficientul de corelație între prima și a doua investiție. Riscul portofoliului este {\displaystyle \sigma _{p}={\sqrt {\sigma _{p}^{2}}}} și variază în funcție de coeficientul de corelație. Deoarece mereu {\displaystyle -1\leq \rho _{12}\leq 1,} {\displaystyle {\begin{cases}\sigma _{p}^{2}\leq x_{1}^{2}\sigma _{1}^{2}+x_{2}^{2}\sigma _{2}^{2}+2x_{1}x_{2}\sigma _{1}\sigma _{2}=(x_{1}\sigma _{1}+x_{2}\sigma _{2})^{2}\\\\\sigma _{p}^{2}\geq x_{1}^{2}\sigma _{1}^{2}+x_{2}^{2}\sigma _{2}^{2}-2x_{1}x_{2}\sigma _{1}\sigma _{2}=(x_{1}\sigma _{1}-x_{2}\sigma _{2})^{2}\end{cases}}\Rightarrow |x_{1}\sigma _{1}-x_{2}\sigma _{2}|\leq \sigma _{p}\leq x_{1}\sigma _{1}+x_{2}\sigma _{2}}

Dar {\displaystyle \sigma _{p}} este riscul portofoliului, de unde rezultă prima observație a lui Markowitz: riscul crește cu gradul de corelație și coeficientul de corelație al investițiilor. Cu cât investițiile sunt mai similare ({\displaystyle \rho _{1,2}} tinde spre 1) cu atât riscul este mai mare; cu cât investițiile sunt mai puțin similare ({\displaystyle \rho _{1,2}} tinde spre -1) cu atât riscul este mai mic. Conform formulei, riscul este zero dacă și numai dacă {\displaystyle \rho _{1,2}=-1.}

### Portofoliu cu trei investiții
Pentru un portofoliu cu trei investiții {\displaystyle (R_{1},\sigma _{1}),(R_{2},\sigma _{2})} și {\displaystyle (R_{3},\sigma _{3}),} unde {\displaystyle R} și {\displaystyle \sigma } fiind respectiv rentabilitatea și riscul asociate fiecărei investiții, rentabilitățile medii vor fi {\displaystyle E(R_{1}),E(R_{2})} și {\displaystyle E(R_{3}).} Investitorul investește {\displaystyle x_{1}}în prima investiție și {\displaystyle x_{2}} în a doua și {\displaystyle x_{3}} în a treia, cu {\displaystyle x_{1}+x_{2}+x_{3}=1}, deoarece reprezintă ce proporții din avere folosește pentru fiecare investiție. Ca atare:

### Portofoliul cuninvestiții
{\displaystyle {\begin{cases}E(R_{p})=x_{1}E(R_{1})+x_{2}E(R_{2})+...+x_{n}E(R_{n})\\\\\sigma _{p}^{2}=\sum _{i=1}^{n}x_{i}^{2}\sigma _{i}^{2}+\sum _{i}\sum _{j\neq i}x_{i}x_{j}\sigma _{i}\sigma _{j}\rho _{i,j},i={\overline {1,n}},j={\overline {1,n}}\\\\\sum _{i=1}^{n}x_{i}=1\end{cases}}}
{\displaystyle R_{p}} fiind rentabilitatea a portofoliului, {\displaystyle E(R_{p})} fiind rentabilitatea medie a portofoliului, {\displaystyle x_{i}} fiind ponderea investiției {\displaystyle i}, care are rentabilitatea {\displaystyle R_{i}.}

## Identificarea portofoliului optim

### Definiția portofoliului eficient
Modelul pleacă de la ipoteza că investitorii nu preferă riscul, efectiv, între două portofolii cu același câștig, îl vor alege pe cel cu mai puțin risc asociat. După cum reiese din modelul matematic, rentabiliatea medie variază în funcție de ponderile fiecărei investiții în timp ce riscul variază în funcție de coeficientul de corelație dintre investiții, așadar un investitor rațional are opțiunea să aleagă tipul de corelație și ponderile pentru a crea un portofoliu cu rentabilitatea și riscul dorit.  

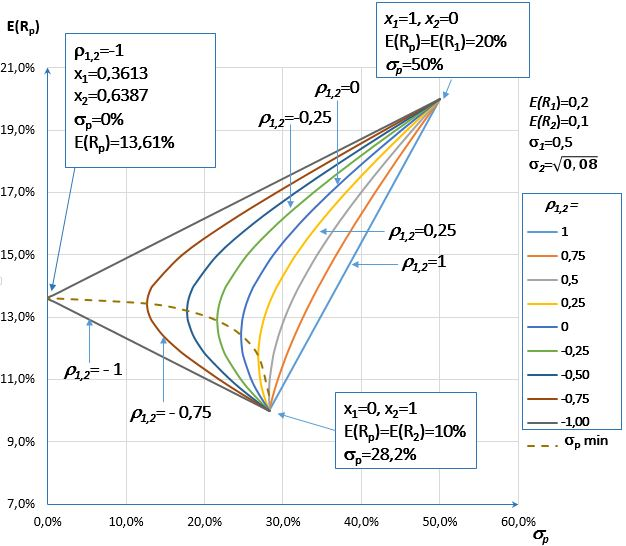
Graficul reflecă relația dintre rentabilitate și risc atunci când variază coeficientul de corelație și ponderile asociate

În aceste condiții se pot construi portofolii de superioare altora; un portofoliu P se numește portofoliu eficient sau optim Pareto dacă nu se poate forma niciun portofoliu Q cu aceeași rentabilitate așteptată și cu un risc mai mic. Într-un grafic al riscului și rentabilității, un portofoliu este eficient dacă și numai dacă pe linia care trece din portofoliu, perpendiculară pe axa riscului nu există un alt portofoliu deasupra. 
De exemplu, orice portofoliu din imaginea alăturată de pe curba {\displaystyle \rho _{1,2}=-0,75} cu rentabilitatea medie {\displaystyle E(R_{p})\geq 13,43\%} este un portofoliu eficient și superior portofoliului vertical sub el de pe aceeași curbă. Pentru fiecare curbă generată de un set de două investiții, portofoliile optime sunt cele din partea superioară a curbei. 

Formula pentru determinarea portofoliului eficient cu risc minim cu două investiții este:
Pentru {\displaystyle \rho _{1,2}=-1,x_{1}={\frac {\sigma _{2}}{\sigma _{1}+\sigma _{2}}},x_{2}={\frac {\sigma _{1}}{\sigma _{1}+\sigma _{2}}}\Rightarrow } {\displaystyle {\begin{cases}E(R_{p})={\frac {\sigma _{2}}{\sigma _{1}+\sigma _{2}}}E(R_{1})+{\frac {\sigma _{2}}{\sigma _{1}+\sigma _{2}}}E(R_{2})\\\sigma _{p}=0\end{cases}}}
Pentru {\displaystyle \rho _{1,2}>-1,x_{1}={\frac {\sigma _{2}^{2}-\sigma _{1}\sigma _{2}\rho _{1,2}}{\sigma _{1}^{2}+\sigma _{2}^{2}-2\sigma _{1}\sigma _{2}\rho _{1,2}}},x_{2}={\frac {\sigma _{1}^{2}-\sigma _{1}\sigma _{2}\rho _{1,2}}{\sigma _{1}^{2}+\sigma _{2}^{2}-2\sigma _{1}\sigma _{2}\rho _{1,2}}},} {\displaystyle \sigma _{p}>0} 
Un portofoliu de pe aceeași curbă, sau, altfel spus, care are același coeficient de corelație între cele două active financiare, oricare asemenea portofoliu este eficient dacă și numai dacă are ponderea {\displaystyle x_{1}} a primei investiții mai mare decât valorile găsite mai sus. În graficul alăturat, pentru fiecare curbă, portofoliile optime sunt deasupra liniei întrerupte.

### Portofoliile eficiente cuNposibile investiții și frontiera Markowitz

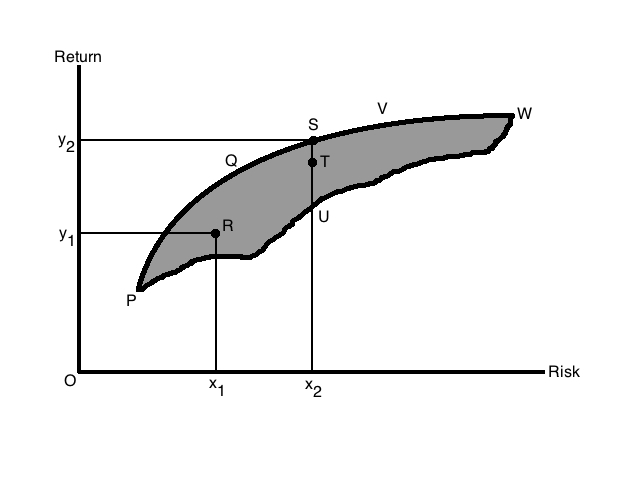
Mulțimea portofoliior posibile

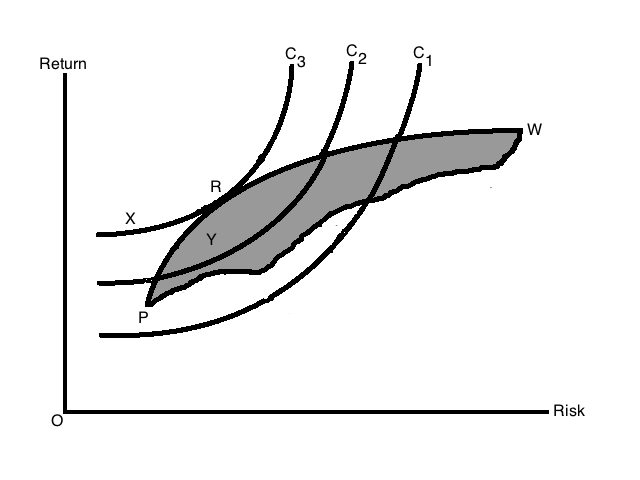
Curbele de indiferență ale investitorului și frontiera Markowitz

După cum reiese din modelul matematic reprezentat în imaginea de mai sus, oricare două investiții, există o linie continuă care reprezintă grafic mulțimea de portofolii alcătuite din aceste două investiții. Se consideră că toate investițiile au riscul asociat mai mare ca zero. Această linie este mărginită de portofoliul alcătuit numai din investiția cu cea mai mare rentabilitate (vârful de sus, {\displaystyle x_{1}=1,x_{2}=0}) și de portofoliul alcătuit numai din investiția cu cea mai mică rentabilitate (vârful de jos, {\displaystyle x_{1}=0,x_{2}=1}).
Pentru populația de mărime N a tuturor investițiilor posibile, mulțimea tuturor portofoliilor care se pot alcătui combiații ale acestor active financiare este mulțimea tuturor portofoliilor viabile, reprezentată grafic figura alăturată, care rezultă prin suprapunerea fiecărei posibilități de portofoliu cu două investiții. 
În figura alăturată, linia {\displaystyle PW} mărginită la capete reprezintă toate portofoliile eficiente care pot fi alcătuite dintr-o combinație a oricărora dintre toate investițiile disponibile pe piață. Este numită frontiera portofoliilor eficiente sau frontiera Markowitz. Oricare portofoliu {\displaystyle T} sub linia {\displaystyle PW}, există un portofoliu {\displaystyle S} deasupra lui care are același risc și o rentabilitate medie mai mare, ca atare, numai portofoliile de pe linia {\displaystyle PW} sunt portofolii eficiente. 
Pentru un nivel de risc {\displaystyle \sigma _{p},} rentabilitatea medie care-i corespunde portofoliului de pe frontiera Markowitz cu acel nivel de risc se notează cu {\displaystyle \mu _{p}.} Oricare portofoliu de pe frontiera Markowitz respectă formula {\displaystyle \sigma _{p}={\sqrt {a\mu _{p}^{2}+b\mu _{p}+c}}} unde {\displaystyle \mu _{p}\geq {\frac {-b}{2a}}.} Portofoliul cu {\displaystyle \mu _{p}={\frac {-b}{2a}}} are {\displaystyle \sigma _{p}={\sqrt {\frac {4ac-b^{2}}{4a}}}} și se numește portofoliul eficient la nivel global cu cel mai mic risc.

#### Opțiunile investitorului
Frontiera Markowitz oferă o serie de posibilități de portofolii eficiente. Opțiunea fiecărui investitor depinde de propriile sale referințe relativ la câștig și risc, care sunt exprimate în economie de funcție de utilitate. Toate portofoliile care au aceeași valoare a funcției de utilitate, se înscriu pe o așa-numită curbă de indiferență, reprezentată în imagine. 
De exemplu, un investitor poate fi indiferent între un portofoliu cu risc {\displaystyle 31,29\%} și {\displaystyle E(R_{p})=11,06\%} (Rentabilitate așteptată) și un portofoliu cu risc {\displaystyle 33,15\%} și {\displaystyle E(R_{p})=15,26\%}; riscul redus la primul contrabalansează câștigul crescut la al doilea. Dacă ambele ar avea riscul {\displaystyle 31,29\%}, între ele, al doilea ar fi portofoliul eficient. Dacă ambele ar avea rentabilitatea medie {\displaystyle E(R_{p})=11,06\%}, primul, având riscul mai mic, ar fi preferabil.
Așadar, portofoliul ideal pentru fiecare investitor se află la punctul de tangență între frontiera Markowitz și curba sa de indiferență, ceea ce în imaginea alăturată este portofoliul {\displaystyle R,} pe curba de indiferență {\displaystyle C_{3},} cu valoarea funcției de utilitate {\displaystyle x.}
La nivel practic, funcția utilitate a fiecărui investitor este dificil de aproximat, așadar portofoliul ales adesea nu este optim.

### Portofoliilor eficiente care includ active fără risc și împrumuturi
Modelul poate fi extins dacă se consideră în cadrul analizei și investițiile fără risc și împrumuturile cu scopul de a investi mai mult. 

#### Active fără risc
Un asemenea activ are rentabilitatea cunoscută și varianța nulă, ca atare riscul este nul. Rentabilitatea este mereu egală cu rentabilitatea medie și notată cu {\displaystyle r_{f}} („risk-free” lit. „fără risc”) în loc de {\displaystyle E(R),} și {\displaystyle \sigma _{f}=0.} Deoarece valorile rentabilității sunt constante mereu, sunt egale cu rentabilitatea medie, așadar conform ecuațiilor, covarianța și coeficientul de corelație dintre un activ fără risc și orice alt activ {\displaystyle (R_{A};\sigma _{A})} sunt mereu nule, deci {\displaystyle \sigma _{A,f}=0} și {\displaystyle \rho _{A,f}=0.}
În general, exemplul folosit pentru un asemenea tip de active este depozitarea banilor în bancă, rentabilitatea fiind dobânda, deoarece rentabilitatea unui depozit bancar este teoretic garantată și constantă, riscul este nul. Un alt tip de investiție fără risc sunt titlurile de stat. 

#### Un activ cu risc și unul fără risc
Într-un portofoliu cu două investiții dintre care unul dintre active este fără risc, rentabilitatea și riscul portofoliului devin funcții liniare, ceea ce facilitează estimarea riscului și rentabilității pentru găsirea portofoliului ideal pentru fiecare investitor.

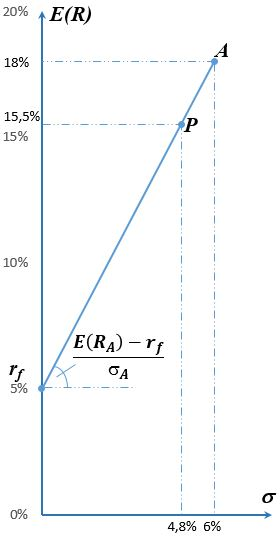

Fie {\displaystyle (R_{A};\sigma _{A})} un activ cu risc. Folosind ecuațiile modelului matematic, reiese că rentabilitatea așteptată a unui asemenea portofoliu este {\displaystyle E(R_{p})=xE(R_{A})+(1-x)r_{f}} și riscul este radicalul varianței {\displaystyle \sigma _{p}^{2}=x^{2}\sigma _{A}^{2}+(1-x)^{2}\sigma _{f}^{2}+2x(1-x)\sigma _{A}\sigma _{f}\rho _{A,f},} dar {\displaystyle \sigma _{f}=0,} atunci {\displaystyle \sigma _{p}=x\sigma _{A}}unde {\displaystyle x} este ponderea activului cu risc {\displaystyle (R_{A};\sigma _{A})}, și {\displaystyle 1-x} este ponderea activului fără risc. Se observă că deoarece {\displaystyle x\leq 1}, riscul {\displaystyle \sigma _{p}}  este mai mic decât riscul {\displaystyle \sigma _{A}} investiției cu risc. {\displaystyle x} poate fi rescris ca {\displaystyle x={\frac {\sigma _{p}}{\sigma _{A}}}}, atunci rentabilitatea așteptată a portofoliului devine {\displaystyle E(R_{p})=r_{f}+{\frac {E(R_{A})-r_{f}}{\sigma _{A}}}\sigma _{p}}, funcție liniară cu panta {\displaystyle {\frac {E(R_{A})-r_{f}}{\sigma _{A}}},} care intersectează axa {\displaystyle O_{y}} în punctul {\displaystyle (0;r_{f}).}

#### Un portofoliu cu risc și un activ fără risc
Într-un portofoliu {\displaystyle (R_{p};\sigma _{p})} construit dintr-un activ fără risc și un alt portofoliu {\displaystyle (R_{q};\sigma _{q})} cu active cu risc, portofoliul {\displaystyle Q} cu active cu risc se comportă ca o singură investiție cu risc, ca atare, rentabilitatea și riscul portofoliului devin funcții liniare, prin același procedeu ca în cazul unui portofoliu cu un activ cu risc și un activ fără risc, ceea ce facilitează estimarea riscului și rentabilității pentru găsirea portofoliului ideal pentru fiecare investitor. 

##### Exemplificare
Fie un portofoliu {\displaystyle (R_{q};\sigma _{q})} alcătuit din activele cu risc{\displaystyle (R_{1};\sigma _{1}),(R_{2};\sigma _{2}),...(R_{n};\sigma _{n})} cu ponderile {\displaystyle x_{1},x_{2},...x_{n},} cu {\displaystyle x_{1}+x_{2}+...+x_{n}=1.}  Conform modelului matematic pentru mai multe active, {\displaystyle E(R_{q})=x_{1}E(R_{1})+x_{2}E(R_{2})+...+x_{n}E(R_{n})} și {\displaystyle \sigma _{q}^{2}=\sum _{i=1}^{n}x_{i}^{2}\sigma _{i}^{2}+\sum _{i}\sum _{i\neq j}x_{i}x_{j}\sigma _{i}\sigma _{j}\rho _{i,j}} 
Fie portofoliul {\displaystyle (R_{p};\sigma _{p})} alcătuit din activul fără risc {\displaystyle (r_{f};0)} și portofoliul {\displaystyle (R_{q};\sigma _{q}).} Activele portofoliului {\displaystyle P}, vor fi atunci {\displaystyle (r_{f};0)} și {\displaystyle (R_{1};\sigma _{1}),(R_{2};\sigma _{2}),...(R_{n};\sigma _{n}).} Dacă {\displaystyle (r_{f};0)} are ponderea {\displaystyle t,} celelalte active vor avea respectiv ponderile {\displaystyle (1-t)x_{1},(1-t)x_{2},...(1-t)x_{n}.} Suma tuturor ponderilor portofoliului {\displaystyle P} este așadar tot egală cu 1. Conform modelului matematic pentru mai multe active, rentabilitatea portofoliului {\displaystyle P} este {\displaystyle E(R_{p})=tr_{f}+(1-t)[\underbrace {x_{1}E(R_{1})+x_{2}E(R_{2})+...+x_{n}E(R_{n})} _{E(R_{q})}]=tr_{f}+(1-t)E(R_{q})}
Riscul portofoliului {\displaystyle P} este {\displaystyle \sigma _{p}^{2}=t^{2}\sigma _{f}^{2}+(1-t)^{2}{\biggl (}\underbrace {\sum _{i=1}^{n}x_{i}^{2}\sigma _{i}^{2}+\sum _{i}\sum _{i\neq j}x_{i}x_{j}\sigma _{i}\sigma _{j}\rho _{i,j}} _{\sigma _{q}^{2}}{\biggr )}+t\sigma _{f}(1-t)\sum _{i=1}^{n}\sigma _{i}\rho _{i,r_{f}},} dar riscul activului fără risc {\displaystyle \sigma _{f}=0,} așadar {\displaystyle \sigma _{p}=(1-t)\sigma _{q}.}
În concluzie, într-un portofoliu {\displaystyle P} construit dintr-un activ fără risc și portofoliul {\displaystyle Q,} {\displaystyle {\begin{cases}E(R_{p})=tr_{f}+(1-t)E(R_{q})\\\\\sigma _{p}=(1-t)\sigma _{q}\end{cases}}}

##### Formule și reprezentare grafică
Deoarece într-un portofoliu {\displaystyle P} construit dintr-un activ fără risc portofoliul {\displaystyle Q} cu active cu risc se comportă ca o singură investiție, așadar rentabilitatea așteptată a portofoliului devine {\displaystyle E(R_{p})=r_{f}+{\frac {E(R_{q})-r_{f}}{\sigma _{q}}}\sigma _{p},} funcție liniară a riscului portofoliului {\displaystyle P,} cu panta egală cu {\displaystyle {\frac {E(R_{q})-r_{f}}{\sigma _{q}}}.} 

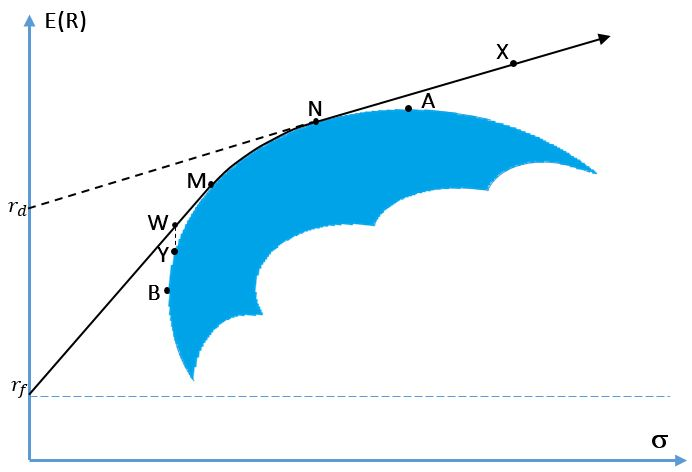
Mulțimea portofoliilor viabile pe graficul risc/rentabilitate cu frontiera Markowitz (BA), frontiera portofoliilor eficiente la împrumutat (BMNX), frontiera portofoliilor eficiente luând în calcul activele fără risc (rfMNA) și frontiera portofoliilor eficiente cu împrumut și active fără risc (rfMNX).

Fie {\displaystyle M} punctul de tangență la frontiera Markowitz al dreptei prin {\displaystyle (0;r_{f}).} Atunci orice portofoliu {\displaystyle Y} pe frontiera Markowitz înainte de {\displaystyle M}, există un portofoliu superior {\displaystyle W} pe dreapta {\displaystyle r_{f}M.} Așadar, frontiera portofoliilor eficiente devine {\displaystyle r_{f}-M-N-A.}

#### Împrumut pentru investiții
Dacă investitorul are posibilitatea de a se împrumuta pentru a investi mai mult decât propria avere, atunci apar noi posibilități de portofolii superioare care cer o investiție mai mare.
Rata cu care investitorii se pot împrumuta de la bancă {\displaystyle r_{d}} este mai mare sau egală cu {\displaystyle r_{f}}, deoarece altfel investitorii ar putea să împrumute bani și apoi să-i pună într-un depozit, așteptând o rentabilitate de {\displaystyle r_{f}-r_{d}} și cu risc nul; banca ar pierde bani. Grafic, dreapta prin punctul {\displaystyle (0;r_{d})} este tangentă la frontiera Markowitz în {\displaystyle N}. Portofoliile eficiente care devin posibile pentru investitorii care împrumută cu rata {\displaystyle r_{d}} au aceleași ponderi ca portofoliul {\displaystyle N} cu un factor supraunitar. Astfel, grafic frontiera portofoliilor eficiente devine {\displaystyle B-M-N-X.}

#### Frontiera portofoliilor eficiente cu împrumuturi și investiții
În cazul portofoliilor compuse doar din active cu risc, frontiera Markowitz sau frontiera portofoliilor eficiente este linia {\displaystyle B-M-N-A.} Numai cu active cu risc și fără, devine {\displaystyle r_{f}-M-N-A;} numai cu împrumuturi, devine {\displaystyle B-M-N-X.} Cu posibilitățile de a investi în active fără risc și de a împrumuta bani pentru a investi mai mult, frontiera portofoliilor eficiente devine linia {\displaystyle r_{f}-M-N-X.}

### Dreapta fundamentală a pieței de capital (CML) și portofoliul piețeiM

Graficul dreptei fundamentale de capital, dreapta tangentă la frontiera Markowitz

Presupunându-se că activele fără risc și împrumuturile au aceeași rată ({\displaystyle r_{f}=r_{d}}), se observă că punctele de tangență {\displaystyle M} și {\displaystyle N} se suprapun și frontiera portofoliilor eficiente cu împrumuturi și investiții devine o dreaptă, numită dreapta fundamentală a pieței de capital (sau CML, de la „capital market line), reprezentând toate portofoliile eficiente care pot fi construite. 
Punctul {\displaystyle M} în care dreapta este tangentă la frontiera Markowitz reprezintă portofoliul pieței, singurul portofoliu care deține numai investiții cu risc. Așadar este posibil să se identifice portofoliul optim al unui investitor fără a i se cunoaște preferințele, deoarece toate portofoliile de pe CML sunt construite diversificând portofoliul {\displaystyle M} cu active fără risc sau cumpărând fiecare activ al lui {\displaystyle M} în aceeași pondere cu un factor supraunitar cu capital din împrumuturi.
Conform formulelor portofoliilor cu active fără risc și active riscante, orice portofoliu {\displaystyle P} de pe CML respectă formula {\displaystyle E(R_{p})=r_{f}+{\frac {E(R_{M})-r_{f}}{\sigma _{M}}}\sigma _{p},} unde constanta {\displaystyle {\frac {E(R_{M})-r_{f}}{\sigma _{M}}}=\lambda } prin notație, astfel încât pentru fiecare activ financiar sau portofoliu {\displaystyle P,} {\displaystyle \lambda \sigma _{p}} se numește prima de risc a lui {\displaystyle P.} Reprezintă un surplus de rentabilitate care e răsplata investitorului pentru că și-a asumat riscul {\displaystyle \sigma _{p}} investind în activul financiar sau portofoliul {\displaystyle P,} în loc să-i investească în active fără risc.

## Evaluarea activelor
Analiza de mai sus descrie comportamentul optim al unui investitor individual rațional. Teoria evaluării activelor se bazează pe această analiză după cum urmează: întrucât toată lumea deține activele riscante în proporții identice între ele - și anume în proporțiile date de portofoliul de tangență - când piața este în echilibru, prețurile activelor riscante și, prin urmare, rentabilitatea lor așteptată se va ajusta astfel încât proporțiile folosite în portofoliul de tangență să fie la fel ca proporțiile în care activele riscante sunt furnizate pe piață. Astfel oferta relativ la cerere va fi egală. Astfel, teoria modernă a portofoliilor poate deduce rentabilitatea potrivită pentru un activ și, ca atare, preț corect în acest context.

Graficul arată că riscul nesistematic. al unui portofoliu scade cu numărul de investiții - ideal slab corelate sau negativ corelate.
Reprezentare a riscului unui portofolio (axa verticală) relativ la numărul de investiții din care este alcătuit (axa orizontală). Sub linia întreruptă se află riscul sistematic, între linia întreruptă și graficul riscului se află riscul nesistematic.

### Riscul specific și riscul sistematic
Riscul specific este riscul asociat cu fiecare activ individual; într-un portofoliu aceste riscuri pot fi reduse prin diversificare (riscuri specifice se anulează reciproc). Riscul specific este numit și risc diversificabil, unic, nesistematic sau idiosincratic. 
Riscul sistematic (risc de portofoliu sau risc de piață) se referă la riscul comun pentru toate titlurile de valoare - cu excepția vânzării pe termen scurt, după cum este menționat mai jos, riscul sistematic nu poate fi diversificat (pe o singură piață). Altfel spus, după un anumit punct oricât de divers este portofoliul riscul sistematic este constant (vezi imaginea de alături),  
- Riscul sistematic poate fi gestionat printr-o strategie de utilizare a pozițiilor lungi și scurte în cadrul unui portofoliu, creând un portofoliu „neutru pe piață”. Portofoliile neutre din piață, prin urmare, vor avea o corelație de zero.

Astfel, în cadrul portofoliului de piață, caracteristic investitorilor care teoretic iau decizii raționale, riscul specific activelor va fi diversificat pe cât posibil. De aceea, riscul sistematic al pieței este egal cu riscul portofoliului de piață. Deoarece un activ va fi achiziționat numai dacă îmbunătățește rentabilitatea așteptată a portofoliului relativ la riscului, măsura relevantă a riscului unui activ este diferența pe care o face în riscul asociat portofoliului, și nu riscul securității în sine. 

### Modelul pozitiv de echilibru al pieței de capital (CAPM)

Portofoliu

Rentabilitatea activului depinde de suma plătită pentru activul de astăzi. Prețul plătit trebuie să se asigure că caracteristicile de risc / rentabilitate ale portofoliului de piață se îmbunătățesc atunci când activul este adăugat la acesta. CAPM este un model care determină randamentul așteptat teoretic (de exemplu, rata de actualizare) pentru un activ dintr-o piață, având în vedere rata fără risc disponibilă pentru investitori și riscul pieței ca întreg. CAPM este de obicei exprimată:
{\displaystyle \operatorname {E} (R_{i})=R_{f}+\beta _{i}(\operatorname {E} (R_{m})-R_{f})}
- unde {\displaystyle R_{m}} și {\displaystyle R_{f}} sunt respectiv {\displaystyle R_{m}}, rentabilitatea portofoliului de piață, și {\displaystyle R_{f}} rata de împrumut fără risc
- {\displaystyle \beta }, Beta, este măsura sensibilității activelor la o mișcare pe piața globală; Beta se găsește de obicei prin regresia datelor istorice. Betas care depășesc un nivel înseamnă riscul mai mare decât media în sensul aportului activului la riscul general al portofoliului; Betas de mai jos indică o contribuție de risc mai mică decât media.
- {\displaystyle (\operatorname {E} (R_{m})-R_{f})} este prima de piață, venitul excedent așteptat al profitului așteptat al portofoliului de piață în raport cu rata fără risc.

## Critici
În ciuda importanței sale teoretice, criticii se întreabă dacă este un instrument de investiții util, având în vedere numeroasele aspecte teoretice ale modelului privind piețele financiare care nu se împlinesc în practică.

### Ipoteze despre investitori
Modelul se bazează pe ipoteza că toți investitorii au un comportament rațional, definit ca preferința pentru portofolii cu rentabilitate mai mare și risc mai mic. Pe de altă parte modelul exclude alte considerente în afară de rentabilitate și risc care ar motiva o investiție, precum considerente etice sau de valoare. 
Dimpotrivă, investitorii școlii de investiție în valoare nu cred în teoria portofoliilor moderne, deoarece aceasta depinde de ipoteza pieței eficiente și astfel asociază fluctuațiile de cotație cu "riscul". Ei consideră că această noțiune de risc este doar o cale de a juca la bursă, cumpărând și vânzând active numai pentru câștiguri în bilanț fără considerente de creștere a valorii.

### Valori viitoare
Măsurile de risc, rentabilitate și corelație utilizate se bazează pe valori estimate, ceea ce înseamnă că rezultatele teoriei sunt afirmații matematice despre viitor (aspectul estimat este explicit în ecuațiile de mai sus și implicit în definițiile varianței și covarianței). În practică, investitorii trebuie să înlocuiască previziunile pe baza măsurărilor istorice ale randamentului activelor și volatilității acestor valori în ecuații. Foarte adesea, aceste valori preconizate nu iau în considerare noile circumstanțe care nu au existat atunci când s-au generat datele istorice.

### Dificultăți de estimare
La nivel fundamental, evaluarea activelor este îngreunată de necesitatea de a estima parametrii cheie ai datelor de piață pe baza informațiilor trecute, deoarece deși modelul matematic evaluează riscul în ceea ce privește probabilitatea pierderilor, dar nu spune nimic despre motivul pentru care aceste pierderi ar putea să apară. Măsurătorile de risc utilizate sunt probabiliste în natură, nu structurale. Aceasta este o diferență majoră în comparație cu multe abordări de inginerie pentru gestionarea riscurilor. Deoarece erorile de estimare sunt critice în MPT, trebuie aplicate abordări adecvate de modelare. Într-un cadru MPT sau de optimizare a varianței medii, estimarea exactă a matricei de variație-covarianță este de maximă importanță. Astfel, eficacitatea prognozării cu simularea Monte-Carlo cu copula gaussiană și distribuțiile marginale bine specificate. Permiterea procesului de modelare pentru a permite caracteristicile empirice ale resurselor de stoc, cum ar fi auto-regresia, volatilitatea asimetrică, șicanța și kurtoza, sunt importante. Nu contabilizarea acestor atribute poate duce la o eroare de estimare severă în matricele de corelație și varianță-covarianță care au influențe negative (până la 70% din valorile reale).

### Ipoteza distribuției gaussiene a rentabilității
Teoria portofoliilor moderne a fost, de asemenea, criticată deoarece simplifică excesiv piețele de capital presupunând că rentabilitățile probabile ale unui activ financiar au o distribuție Gaussiană. Încă din anii 1960, Benoit Mandelbrot și Eugene Fama au demonstrat neajunsurile acestei presupuneri și unor distribuții Paul Levy, în schimb, model dezvoltat de Stefan Mittnik și Svetlozar Rachev, care au propus strategii pentru construirea portofoliilor optime în aceste noi condiții. Mai recent, economistul financiar Nassim Nicholas Taleb a criticat, de asemenea, teoria portofoliilor moderne pe acest motiv, scriind că în absența ipotezelor gaussiene și considerând prețurile ca fiind scalabile, din teoria modernă a portofoliilor nu rămân decât nonsensuri:
„După crahul bursier [din 1987 - n.n.] au fost premiați doi teoreticieni, Harry Markowitz și William Sharpe, care au construit minunate modele platonice pe baze gaussiene, contribuind la ceea ce se numește «teoria portofoliului modern». Dacă înlăturăm asumpțiile gaussiene și considerăm prețurile scalabile, rămânem cu aburii. Comitetul Nobel ar fi putut testa modelele Sharpe și Markowitz — ele funcționează ca remedii șarlatanești vândute pe internet —, dar se pare că la Stockholm nimeni nu s-a gândit să facă asta.”

### Altele
Teoria opțiunilor și teoria modernă a portofoliilor au cel puțin o diferență conceptuală importantă față de evaluarea probabilistică a riscului efectuată de către centralele de energie nucleară. Un PRA este ceea ce economiștii ar numi un model structural. Componentele unui sistem și relațiile lor sunt modelate în simulările Monte Carlo. Dacă supapa X nu reușește, aceasta cauzează o pierdere a presiunii de întoarcere asupra pompei Y, determinând o scădere a debitului în vasul Z și așa mai departe.

Dar în ecuația Black-Scholes și MPT, nu există nici o încercare de a explica o structură care stă la baza modificărilor de preț. Diferitele rezultate sunt pur și simplu date probabil. Și, spre deosebire de PRA, dacă nu există istoric al unui anumit eveniment la nivel de sistem, cum ar fi o criză de lichiditate, nu există nicio modalitate de a calcula șansele. În cazul în care inginerii nucleari au gestionat riscurile în acest fel, aceștia nu ar putea niciodată să calculeze șansele unei topiri la o anumită instalație până când nu s-au produs mai multe evenimente similare în același proiect al reactorului.
Măsurătorile matematice ale riscului sunt, de asemenea, utile doar în măsura în care reflectă adevăratele preocupări ale investitorilor - nu există niciun punct care să minimizeze o variabilă pe care nimeni nu o îngrădește în practică. MPT utilizează conceptul matematic de varianță pentru a cuantifica riscul și acest lucru ar putea fi justificat în ipoteza unor returnări distribuite eliptic, cum ar fi randamentele distribuite în mod normal, dar pentru distribuțiile generale de randamente alte măsuri de risc (cum ar fi măsurile de risc coerente) ar putea reflecta mai bine preferințele adevărate ale investitorilor .
În special, varianța este o măsură simetrică care are o valoare anormal de ridicată, la fel de riscantă ca retururile anormal de scăzute. Unii ar argumenta faptul că, în realitate, investitorii sunt preocupați doar de pierderi și nu-i pasă de dispersia sau restrângerea returnărilor peste medie. Conform acestei concepții, conceptul nostru intuitiv de risc este fundamental în mod asimetric.

## Extensii
Din 1952 când s-a propus Teoria modernă a portofoliilor, mulți au încercat să îmbunătățească modelul, în special prin utilizarea unor ipoteze mai realiste. 
- Teoria post-modernă a portofoliilor extinde TMP prin adoptarea măsurilor de risc asimetrice, care nu se bazează pe distribuții gaussiene. Acest model rectifică unele probleme, dar nu toate.

- Modelul de optimizare Black-Litterman preia teoriile lui Markowitz și încorporează viziuni relative și absolute asupra intrărilor de risc și rentabilitate.

## Tangențe cu teoria alegerii raționale
Teoria modernă a portofoliilor nu este în concordanță cu axiomele principale ale teoriei alegerii raționale, mai ales cu monotonia, care afirmă că dacă investind în portofoliul X va aduce mai mulți bani decât investind în portofoliul Y, cu o probabilitate egală cu 1, atunci un investitor rațional va prefera X să Y. 
În contrast, TPM se bazează pe o axiomă diferită, numită „aversiune la varianță” (o altă măsură pentru risc) prin care s-ar putea recomanda să se investească în Y pe baza faptului că are varianța mai mică. Maccheroni et.al. descrie teoria alegerii care este cea mai apropiată posibil de teoria portofoliului modern, satisfăcând în același timp axioma monotoniei. Alternativ, analiza medie de deviere este o teorie a alegerii raționale care rezultă din înlocuirea varianței printr-o măsură de risc de deviație adecvată.